# Gianluca Leuzzi
Gianluca Leuzzi (Milano, 1977) è un regista italiano, noto per aver girato i film dei Me contro Te.

## Biografia
Ha vinto il David dello spettatore ai David di Donatello 2022 per il film Me contro Te - Il film: Il mistero della scuola incantata.

## Filmografia

### Cinema
- Me contro Te - Il film: La vendetta del Signor S (2020)
- Me contro Te - Il film: Il mistero della scuola incantata (2021)
- Me contro Te - Il film: Persi nel tempo (2022)
- Me contro Te - Il film: Missione giungla (2023)
- Me contro Te - Il film: Vacanze in Transilvania (2023)
- Me contro Te - Il film: Operazione spie (2024)

### Televisione
- Nord sud ovest est - Tormentoni on the road (2013)
- Untraditional (2016-2018)
- Like me (2017)
- Unlockdown (2021-2023)
- Me contro Te - La famiglia reale (2022-2023)

### Videoclip
- Max Pezzali: Qualcosa di nuovo (2020)

## Premi e riconoscimenti
- David di Donatello 2022
  - David dello spettatore[3]